# Mauger de Hauteville
Mauger de Hauteville (Malgerio d'Altavilla en italien ; né vers 1030 - mort en septembre 1064), est un chevalier normand qui participa à la conquête normande du sud de l'Italie.

## Biographie

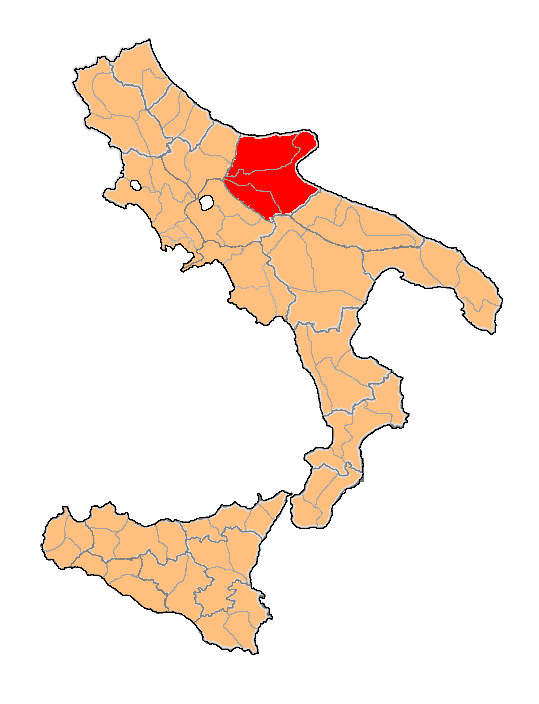
Situation en Italie méridionale du Capitanate.

Natif du duché de Normandie, Mauger est le deuxième fils de Tancrède de Hauteville, petit seigneur du Cotentin, et de sa seconde épouse Frédésende. Dans les années 1050, il décide d'émigrer en Italie méridionale où se sont déjà illustrés plusieurs de ses frères aînés dont Guillaume Bras-de-Fer et Robert Guiscard. Vers 1055, il quitte donc la Normandie accompagné notamment, selon Aimé du Montcassin, de ses frères Godefroi, Guillaume et Roger, le cadet des frères Hauteville. Peu après son arrivée en Apulie, il est nommé en 1056 ou 1057 comte du Capitanate par son frère aîné Onfroi, comte d'Apulie.
En 1060, il participe à la guerre menée dans la région de Brindisi et de Tarente par son frère Robert Guiscard, duc d'Apulie, contre les Byzantins ; selon la Brève Chronique des Normands, Mauger s'empara d'Oria et chassa les troupes grecques. Mais dès l'automne 1060, des troupes byzantines envoyées par l'empereur Constantin X débarquèrent à Bari sous le commandement d'un mérarque, et Mauger et son frère furent battus ; Otrante, Tarente et Brindisi furent perdues et Melfi, capitale des Normands, fut assiégée (hiver 1061).
Il serait mort en septembre 1064.

## Sources
- Aimé du Montcassin, Ystoire de li Normant, III.
- Geoffroi Malaterra, De rebus gestis Rogerii Calabriae et Siciliae Comitis et Roberti Guiscardi Ducis fratris eius, I (lire en ligne).
- Breve chronicon Northmannicum